# Суходолец, Валентин Иванович
Валентин Иванович Суходолец —  российский и белорусский эстрадный и оперный певец (тенор).

## Биография
Валентин Суходолец родился и вырос в деревне Саковщина Воложинского района Минской области (Беларусь). Начальное музыкальное образование получил в музыкальной школе г. Воложин по классу баяна. В 1985 году окончил дирижёрско-хоровое отделение музыкального училища г. Молодечно. С 1987 по 1991 год продолжал обучение как дирижёр хора в Белорусской государственной консерватории (Минск), класс профессора Л. Шиманович.
В 1992 году поступил на вокальный факультет Московской государственной консерватории им. П. И. Чайковского в класс профессора Е. Г. Кибкало, где во время обучения являлся стипендиатом Российского фонда культуры «Новые имена».
В 1997 году был удостоен 4-й премии на 2-м международном конкурсе им. С. В. Рахманинова.
В 1998 году с отличием окончил Московскую консерваторию.
В том же году поступил в Московский музыкальный театр «Новая Опера», где исполнял ведущие партии тенорового репертуара:
Тамино — «Волшебная флейта» (Моцарт), Отрепьев — «Борис Годунов» (Мусоргский), Альфред — «Травиата» (Верди), Ленский — «Евгений Онегин» (Чайковский).
С 1999 по 2002 год продолжил музыкальное образование в аспирантуре Амстердамской консерватории в Голландии, класс доцента У. Райнеманна.
В течение этого периода сотрудничал с различными оперными компаниями Голландии, где исполнял следующие теноровые партии: Дженаро — «Маддалена» (Прокофьев), Барбариго — «Двое Фоскари» (Верди), Дон Карлос — «Дон Карлос» (Верди), Дон Хозе — «Кармен» (Бизе-Брук).
Выступал в зале королевского Концертгебау и на других концертных площадках Голландии. Принимал участие в постановке оперы «Травиата» бельгийской компании «Opera Hall» на стадионе оперы «Forest National» (Брюссель), «Koln Arena» (Кёльн, Германия), Pavilhao Atlantico (Лиссабон, Португалия).
С 2003 года сотрудничал с оперным центром Г. Вишневской, где исполнял арии Лыкова в опере «Царская невеста» Римского-Корсакова и Фауста в опере «Фауст» Гуно.
С 2003 по 2008 год являлся солистом арт-группы «Хор Турецкого».

## Творчество
Исполняет произведения различных музыкальных жанров: оперные арии, бродвейские мюзиклы, легендарные поп-хиты, русские романсы и народные песни. Имея богатый исполнительский опыт, Валентин, будучи оперным певцом, отдаёт предпочтение классическим произведениям.
В оперном репертуаре В. Суходольца ряд известных теноровых партий: Ленский («Евгений Онегин» Чайковского), Герцог («Риголетто» Верди), Альфред («Травиата» Верди), Макдуф («Макбет» Верди), Фауст из одноименной оперы Гуно, Рудольф («Богема» Пуччини) и др.
Партия Фауста в исполнении В. Суходольца в оперном центре Г. Вишневской получила хорошие отзывы, например, Р.Сталтс отметил в газете The Moscow Times, что «несколько певцов, занятых в „Фаусте“, подают очень большие надежды. Исполняющий партию Фауста Валентин Суходолец с ясным, крепким лирическим тенором очень подходит на эту роль».
С другой стороны, исполнение певцом партии Альфреда в «Травиате» в «Новой опере» было воспринято некоторыми критиками неодобрительно, в одной из рецензий утверждалось: «Места, когда главные герои остаются вдвоем, втроем и даже вчетвером, довольно скучны — особенно если учесть, что поют в них приличные, но далеко не выдающиеся солисты. Проблематичнее всего Альфреды-тенора — Марат Гареев и Валентин Суходолец».

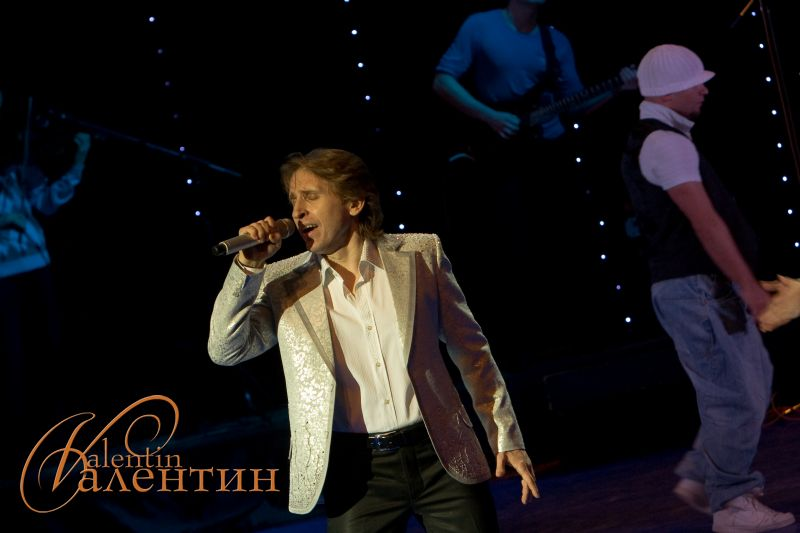

Партия Лыкова в «Царской невесте» (2004) получила следующий отзыв: «Валентин Суходолец в вокальном плане был вполне приемлемым Лыковым, однако в арии третьего акта вдруг стал настойчиво демонстрировать неприятный носовой призвук».
18 декабря 2009 года в театре «Золотое кольцо» состоялся сольный концерт Валентина Суходольца «Созвездие искушений». В концертной программе исполнители постарались показать зрителям всю палитру и жанровое многообразие музыки. В программу были включены произведения самых различных жанров: лиричные арии, танго, фрагменты из мюзиклов и кинофильмов, народные мелодии и джазовые импровизации.